# W 80 marzeń dookoła świata
W 80 marzeń dookoła świata (ang. Saban’s Around the World in 80 Dreams, fr. Les Aventures de Carlos, 1992–1993) – amerykańsko-francuski serial animowany opowiadający o żeglarzu Carlosie i jego dzieciakach. Tytuł filmu i jego tematyka nawiązuje do powieści Juliusza Verne’a W osiemdziesiąt dni dookoła świata.
W 2001 roku, po przejęciu przez The Walt Disney Company Fox Kids Worldwide, w tym Saban Entertainment, prawa do serialu przeszły na Disneya.

## Fabuła
Serial opowiada o przygodach krzepkiego żeglarza Carlosa, trójki jego przybranych dzieci: Alego, Kokiego i Marianny, papugi Oscara oraz przedziwnej istoty zwanej Babcią Kijanką. Dzięki magicznemu wehikułowi grupa przyjaciół podróżuje do najniezwyklejszych zakątków świata. W każdym odwiedzanym miejscu zawsze pomagają komuś wybrnąć z kłopotów. Przede wszystkim jednak spełniają się ich wielkie marzenia o podróżach. Carlos ma także zdolność przekształcenia się w byka, gdy grupa ma kłopoty.

## Postacie
- Carlos – żeglarz, główny bohater serialu.
- Oscar – papuga Carlosa.
- Babcia Kijanka (ang. Grandma Tadpole) – mieszka wewnątrz wulkanu.
- Koki – 11-letni chłopiec, jest z pochodzenia Japończykiem.
- Ali (ang. A.J.) – dwunastolatek, jest z pochodzenia Jamajczykiem.
- Marianna (ang. Marianne) – rudowłosa dziewczyna, ubiera się w strój surfingowy.

## Odcinki
- Serial pojawił się w maju 2002 w TVN, zaś w Jetix Play pojawił się 20 grudnia 2004 roku.
- Serial można było oglądać na kanałach Jetix Play i TVN.
- Jetix Play pomija 4 odcinki: 2., 3., 10. i 11.

### Spis odcinków
| N/o            | Polski tytuł                        | Angielski tytuł                  | Francuski tytuł                         |
| -------------- | ----------------------------------- | -------------------------------- | --------------------------------------- |
|                |                                     |                                  |                                         |
| Seria pierwsza |                                     |                                  |                                         |
|                |                                     |                                  |                                         |
| 01             | Carlos i smok                       | Carlos and the Dragon            | Carlos et le Dragon                     |
|                |                                     |                                  |                                         |
| 02             |                                     | The Bravest Bull of Them All     | Le plus brave d’entre tous les taureaux |
|                |                                     |                                  |                                         |
| 03             |                                     | A Whale of a Tale                | Une baleine de légende                  |
|                |                                     |                                  |                                         |
| 04             | (Sekret piramidy)                   | The Mystery of the Grand Pyramid | Le mystère de la pyramide               |
|                |                                     |                                  |                                         |
| 05             | Z Carlosem dookoła świata           | Around the World with Carlos     | Autour de la terre avec Carlos          |
|                |                                     |                                  |                                         |
| 06             | Wyprawa na dach świata              | The Roof of the World            | Le toit du monde                        |
|                |                                     |                                  |                                         |
| 07             | (Nocni goście)                      | Night Visitors                   | Les visiteurs de la nuit                |
|                |                                     |                                  |                                         |
| 08             | Lot ku sławie                       | Flight to Fame                   | Le vol vers la gloire                   |
|                |                                     |                                  |                                         |
| 09             | Poszukiwania zielonej babci         | The Hunt for Green Mamie         | A la recherche de mamie Têtard          |
|                |                                     |                                  |                                         |
| 10             |                                     | Friar Carlos and his Merry Kids  | Frère Carlos et ses joyeux lurons       |
|                |                                     |                                  |                                         |
| 11             |                                     | Journey to the Beginning of Time | Voyage au commencement du temps         |
|                |                                     |                                  |                                         |
| 12             | Skrzydła Carlosa                    | The Wings of Carlos              | Les ailes de Carlos                     |
|                |                                     |                                  |                                         |
| 13             | Pieczeń rzymska a la Carlos         | Circus Carlosus                  | Le cirque Carlos                        |
|                |                                     |                                  |                                         |
| 14             | Carlos trojański                    | Carlos of Troy                   | Carlos de Troie                         |
|                |                                     |                                  |                                         |
| 15             | Carlos świętym Mikołajem            | Santa Carlos                     | Carlos Père Noël                        |
|                |                                     |                                  |                                         |
| 16             | Kapitan Carlos i piraci             | Captain Carlos                   | Carlos corsaire                         |
|                |                                     |                                  |                                         |
| 17             | Najpotężniejsza z małp              | Carlos Kong                      | King-kong Carlos                        |
|                |                                     |                                  |                                         |
| 18             | Carlos i konna poczta               | The Mail Must Go Through         | Le courrier doit passer                 |
|                |                                     |                                  |                                         |
| 19             | Uwaga, hrabia                       | Beware the Count                 | Prenez garde au comte                   |
|                |                                     |                                  |                                         |
| 20             | Carlos w Wielkim Kanionie           | The Longest Jump                 | Le grand saut                           |
|                |                                     |                                  |                                         |
| 21             | Carlos konkwistador                 | Kid Carlos                       | Le petit Carlos                         |
|                |                                     |                                  |                                         |
| 22             | Dzieje telefonu                     | Carlos, Phone Home               | Allo Carlos                             |
|                |                                     |                                  |                                         |
| 23             | Z archiwum Carlosa                  | The Carlos Encounter             | Carlos du 3ème type                     |
|                |                                     |                                  |                                         |
| 24             | Eryk niezdarny                      | Eric the Clumsy                  | Eric le maladroit                       |
|                |                                     |                                  |                                         |
| 25             | W świecie Pinokia                   | The Longest Nose                 | Le nez le plus long                     |
|                |                                     |                                  |                                         |
| 26             | Liczą się fakty, mój drogi Carlosie | Elementary, my Dear Carlos       | Elémentaire mon cher Carlos             |
|                |                                     |                                  |                                         |